# Sông Aidar
Aidar (tiếng Ukraina: Айдар, tiếng Nga: Айдар) là một sông tại tỉnh Luhansk của Ukraina và tỉnh Belgorod của Nga. Đây là một phụ lưu tả ngạn của sông Seversky Donets, có chiều dài là 264 km (164 mi) (phần lớn thuộc Ukraina) và diện tích lưu vực là 7.420 kilômét vuông (2.860 dặm vuông Anh).

## Mô tả
Độ dốc của sông là 0,34 m/km. Chiều rộng của thung lũng sông là 2–5 km ở vùng thượng lưu, tăng lên 6 km ở vùng hạ lưu. Các sườn của thung lũng bị chia cắt bởi các khe núi và dòng chảy. Lòng sông rộng 50 m, được khơi thông trong khoảng 20 km. Trên một chiều dài đáng kể, sông có sự xen kẽ của các vũng (sâu 4–7 m) và các khúc nông (sâu 0,2-0,4 m). Nguồn nước sông phần lớn đến từ tuyết tan và nước ngầm. Giai đoạn mùa xuân chiếm 70% lượng nước chảy. Mô-đun dòng chảy trung bình là 1,7 l·s/km². Sông tan băng vào đầu tháng 3, đóng băng vào tháng 12..

## Vị trí
Sông bắt nguồn từ sườn phía nam của cao nguyên Trung Nga gần làng Novoalexandrovka, huyện Rovensky, tỉnh Belgorod, Nga. Thượng lưu được điều tiết bởi hồ chứa nước Novoalexandrovska (diện tích 72 ha, lượng nước 2,32 triệu m³)..
Sông chảy qua địa phận các huyện cũ Novopskov, Starobilsk, Novoaidar, Stanytsya Luhanska của tỉnh Luhansk. Sông Aidar chảy vào Seversky Donets tại điểm cách nguồn của sông này 344 km.
Gần làng Aidar-Mykolaivka có di tích tự nhiên Aydar Thượng (Aidarska terasa).

## Địa danh
Sông từng được gọi là Adar, Oidar, Voidar, Yaidar, nguồn gốc của tên gọi vẫn chưa được xác định rõ ràng. Một số cho rằng nó bắt nguồn từ *Aidar "sợi tóc, bím tóc" trong tiếng Turk, những người khác cho là "cái mô đất hình nón trên đó có một đống đá xếp chồng lên nhau", còn những người khác thì cho là "kiểu tóc Cossack". Tên gọi này xuất phát từ  tiếng Turk Aidar, Haydar, Heydar ("sư tử"). Một phiên bản nguồn gốc cũng có khả năng là từ tiếng Tatar Krym .ay ("mặt trăng") và Turk .dar ("nước", "sông"), tức là sông mặt trăng. Các phiên bản khác, đáng ngờ hơn, lấy từ tiếng Hy Lạp .ai ("thánh") và Turk .dere, dara, dar  ("thung lũng, hẻm núi")
Trong cư dân địa phương, có một lời giải thích sai về từ này, dựa trên một câu chuyện ngụ ngôn về việc Nữ hoàng Nga xuất hiện ở đây và câu cảm thán của bà "Ai, dar" (ồ, món quà [của Chúa]". Ngoài ra, tên của sông được chỉ ra là Adar trên bản đồ của nhà vẽ bản đồ người Pháp Guillaume Delil từ năm 1706, vào thời điểm đó nữ hoàng Nga tương lai vẫn là công chúa của Phổ (quốc gia) và không đến thăm Đế quốc Nga lúc bấy giờ.

## Phụ lưu
- Hữu ngạn: Fominka, Kulakov, Bila, Lozna.
- Tả ngạn: Dunay,Sarma, Sriblyanka, Bila (Bilen'ka), Kam'yanka, Dubovets', Balka Proyizdzha, Kozachok, Balka Butova, Shul'hynka, Balka Koreneva.

## Kinh tế
Sông Aidar được sử dụng để tưới tiêu và cung cấp nước. Các trạm thủy văn được đặt trên sông nằm gần các làng Novoselivka và Peredilske (từ năm 1925), các cửa cống đã được xây dựng, và có các ao chứa nước. Trong thung lũng sông Aidar, người ta tìm thấy các suối nước khoáng chữa bệnh, gần đó các cơ sở y tế và điều dưỡng được xây dựng ở thành phố Starobilsk và khu định cư Novopskov.